# Božica Brkan
Božica Brkan je hrvaška pisateljica in novinarka. Piše v hrvaščini in kajkavščini (moslavinskem narečju). * 10. februar, 1955, Okešinec.
Rojena je pri Križu v Zagrebški županiji. V Križu je končala osnovno in srednjo šolo. Študirala je v Zagrebu, na Filozofski fakulteti primerjalna književnost, poljščino in poljsko književnost. Nato je študirala še novinarstvo na Fakulteti političnih znanosti. Bila je trideset let stolpičarka in urednica časopisov Vjesnik in Večernji list v Zagrebu. Ukvarja se zlasti s temami komunikacije, tržišča in kulturne dediščine. Tudi je predavala o stilistiki medijske komunikacije in komunikologiji na Univerzi v Zagrebu od 2009 do 2011. Božica Brkan je ustanovila spletna časopisa Oblizeki in Živi selo v hrvaškem jeziku.
Članica je v Društvu hrvaških književnikov in Hrvaškega novinarskega društva ter soustanoviteljica Združenja hrvaških potrošnikov in Hrvaškega združenja za odnose z javnostjo.
Piše poezijo in kratko prozo, ki so objavljane v različnih časopisih, zbornikih, antologijah in zbirkah od leta 1968.